# Позем

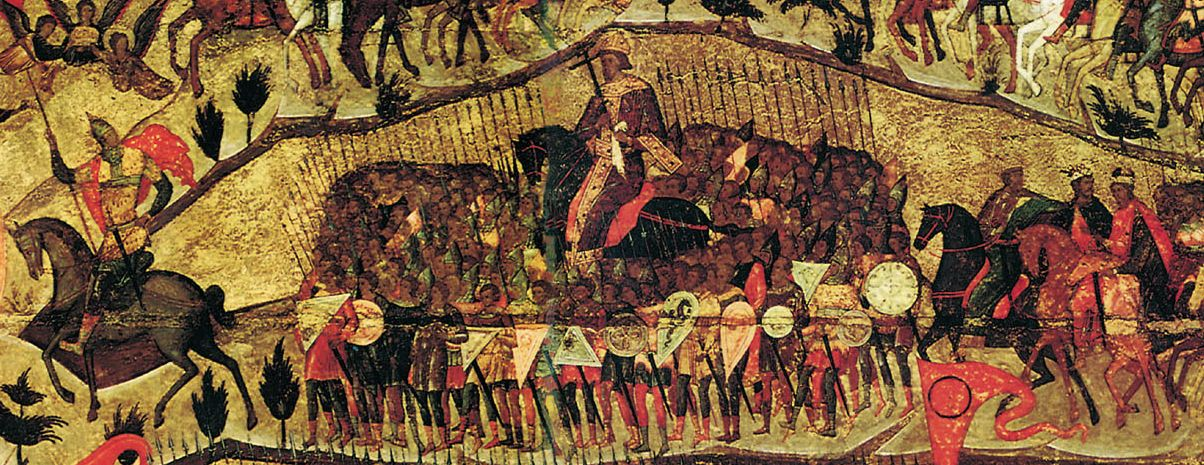
позем у вигляді гірок на іконі «Благословенне воїнство Небесного Царя»

Позем (позьма)  — в іконописі назва умовного позначення землі, зображуваної в нижній частині ікони зазвичай у вигляді смуги коричневого або зеленого кольору. Позем наносять на ікону одразу після малювання фону. 
Попри те, що позем на іконах XIII  — початку XVI століття малювали зазвичай одним зеленувато-коричневим кольором, віддалену його частину зазвичай робили смугою світлішого тону. Таким чином, показували умовну «зворотну перспективу»  — художній закон, на основі якого побудований весь іконописний образ. На поземі цього періоду умовно зображені рослини у вигляді зірчатих та решітчатих фігур. Ці фігури іконописці називають: «жуками». Особливо добре помітно таке зображення позема на «Новгородських таблетках»  — іконах, створених як посібник для іконописців XV століття. На пізніших іконах позем зображували реалістичніше. 
Позем, намальований у вигляді рослинного орнаменту, називається «позем килимком».

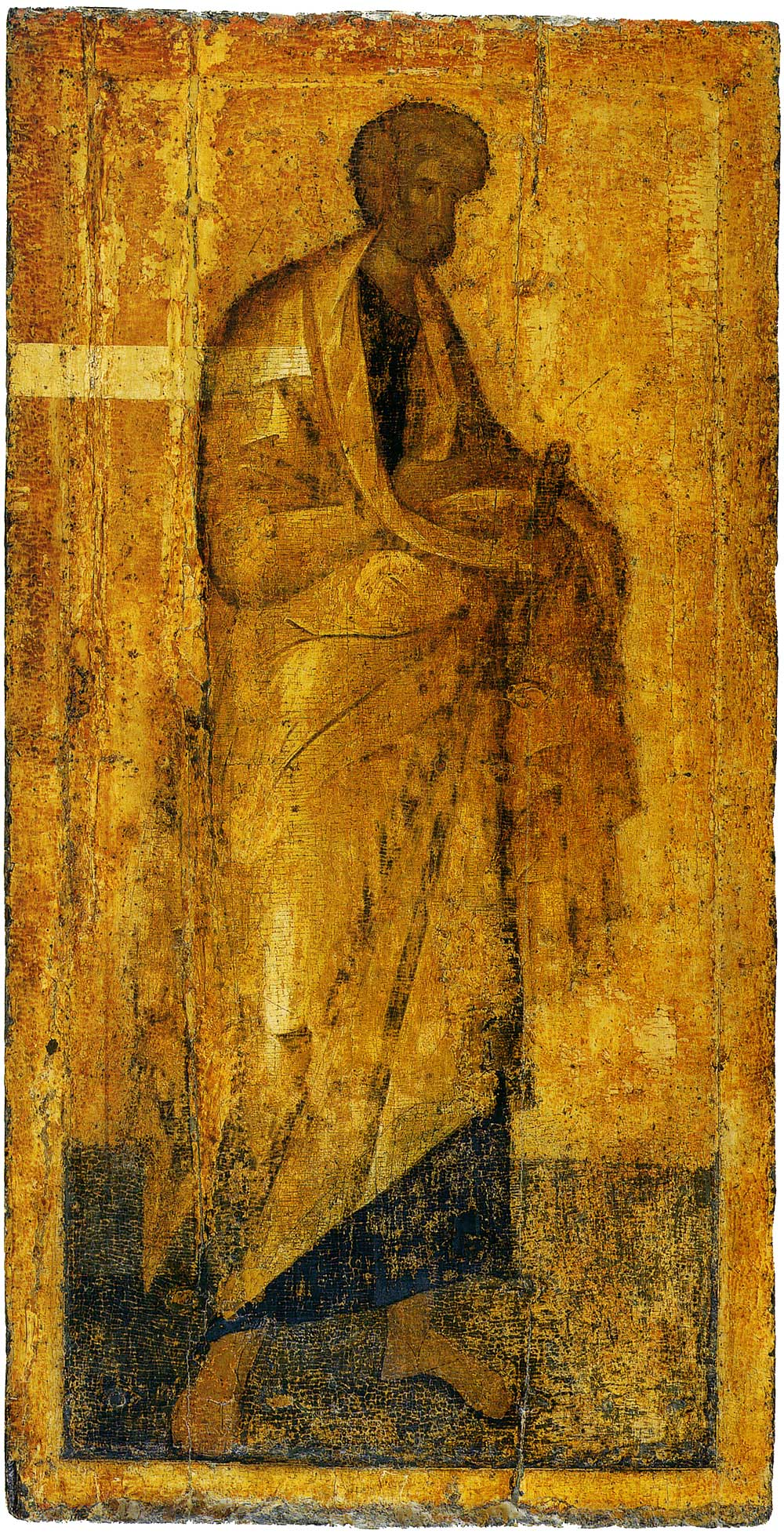
Феофан Грек. Апостол Петро з деісусного чина.
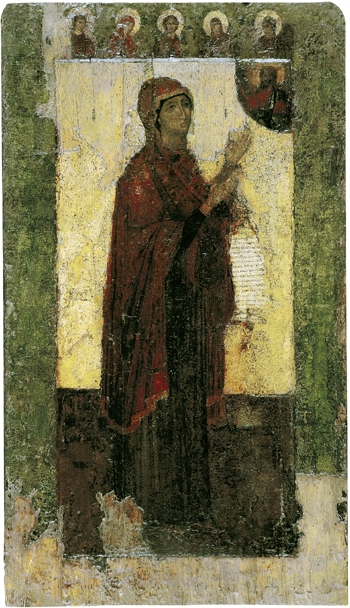
Боголюбська ікона Божої Матері з поземом, 12 століття
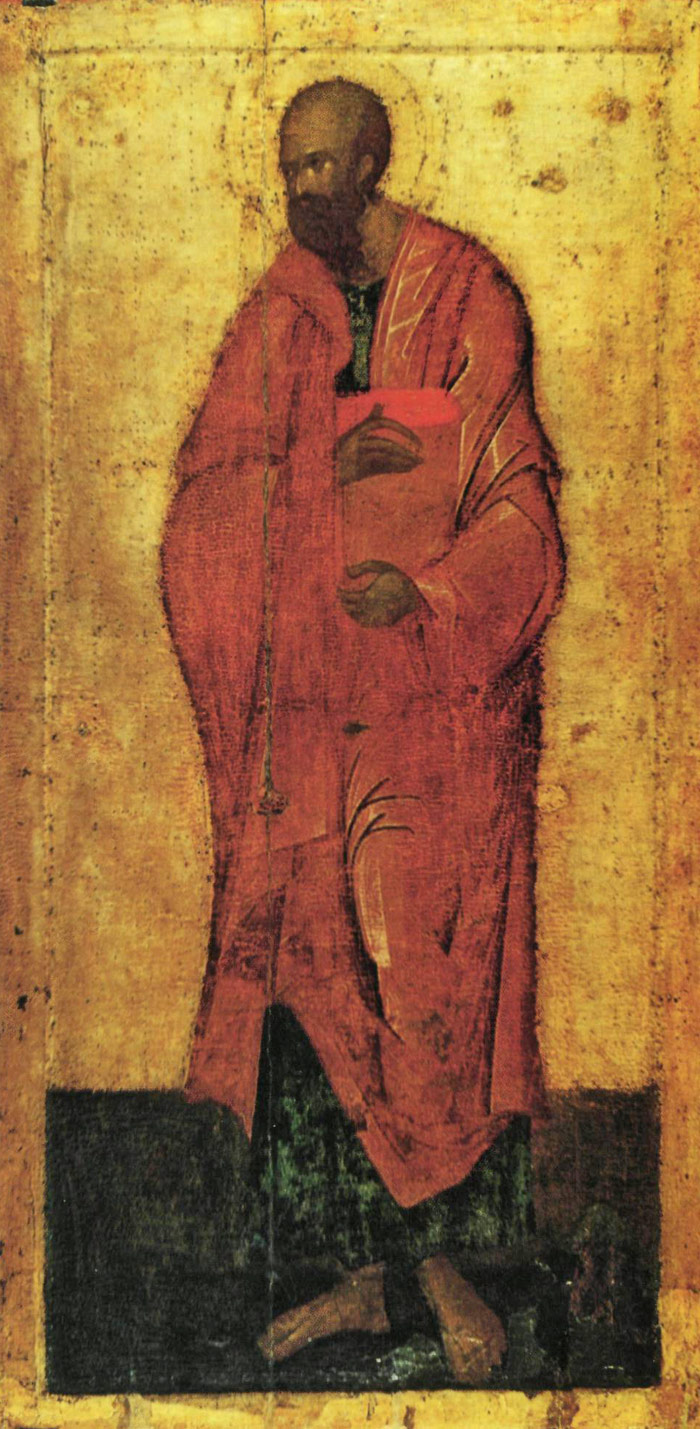
Феофан Грек. Апостол Павло з деісусного чина.
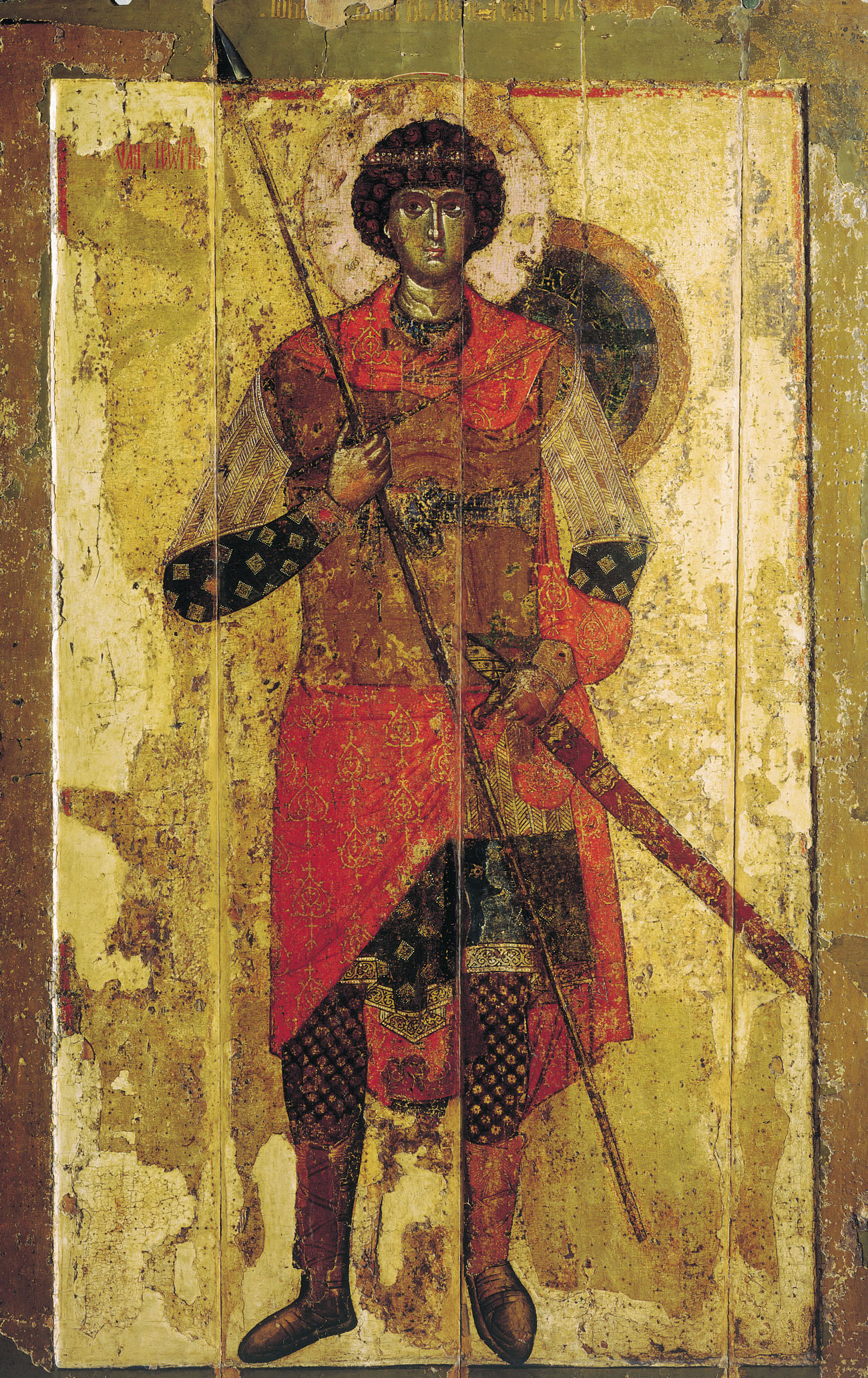
Св. Георгій з Юрієва монастиря, Великий Новгород. Повна відсутність позема.